# 富山県道137号堀江魚津線
富山県道137号堀江魚津線（とやまけんどう137ごう ほりえうおづせん）は、富山県魚津市と滑川市を結ぶ一般県道である。おもに魚津市西部と滑川市の山沿いを通る。

## 概要
- 起点：富山県魚津市新角川（富山県道33号金山谷田方町線交点）
- 終点：富山県滑川市堀江（富山県道61号滑川上市線交点）

### 主要橋梁
- 八幡橋
- 新月形橋

## 通過する自治体
- 富山県
  - 魚津市
  - 滑川市

## 交差・重複する道路
- 富山県道3号富山立山魚津線
- 富山県道335号滑川自然公園線
- 富山県道144号黒川滑川線
- 富山県道51号蓑輪滑川インター線
- 富山県道320号古鹿熊滑川線
- 富山県道138号栗山追分線
- 国道8号（魚津市吉野 - 出間で重複）
- 富山県道135号富山滑川魚津線

## 周辺
- 滑川市立東加積小学校